# Лукашёв, Игорь Львович
Лукашев Игорь Львович (род. 23 февраля 1955, Киев) — российский политический и общественный деятель, депутат Государственной Думы Федерального Собрания РФ первого (1993—1995) и второго (1995—1999) созывов.

## Биография
1977— окончил Киевское высшее военное авиационное инженерное училище.
1977—1982 — инженер Качинского авиаотряда ВВС СССР.
1982—1990 — преподаватель Качинского высшего военного авиационного училища (Волгоградская область); подполковник запаса
Женат, четверо детей.
От второго брака двое детей.

## Общественно-политическая деятельность
Член КПСС с 1982 по 1990 год.
В активную общественную деятельность включился в 1988 публичными выступлениями против областного комитета КПСС, что привело, в конечном итоге, к смене первого секретаря Волгоградского обкома.
В 1989—1990 — член Демократической платформы в КПСС.
4 марта 1990 года принял участие в выборах народных депутатов РСФСР по 30-му национально-территориальному округу Волгоградской области, во втором туре уступил первому секретарю Волгоградского обкома КПСС Александру Анипкину с результатом 40,5 % против 53 % у победителя.
С 1990 — член СДПР, председатель Волгоградской Социал-демократической организации, затем Волгоградского отделения СДПР. В 1994, 1995, 1996 — член правления СДПР.
В апреле 1991 года на дополнительных выборах был избран депутатом Волгоградского областного совета депутатов.
На выборах депутатов малого Совета областного Совета в составе 33 человек, которые из-за острой политической борьбы между «демократическим меньшинством» и «консервативным большинством» проходили на четырёх сессиях, с декабря 1991 по ноябрь 1992 г, избран в Малый совет, возглавил постоянную комиссию по связям с воинскими частями и социальной защите военнослужащих и их семей (работал в Совете на постоянной основе). Принимал участие в создаваемых в облсовете различных недолговечных фракциях демократической ориентации («Содружество», «Реформаторский центр»). По состоянию на октябрь 1993 не состоял в депутатских объединениях.
Возглавлял наблюдательный совет по поводу деятельности «Русского дома селенга» (РДС) и компании «Союз». Был первоначально противником РДС, но затем переменил свое мнение и считал деятельность РДС полезной для создания российского рынка ценных бумаг. По мнению Лукашева, скандал вокруг РДС в 1992—1993 гг. имел политическую подоплеку, так как Центробанк почувствовал в лице РДС потенциального конкурента.
12 декабря 1993 года избран депутатом Государственной думы Федерального Собрания Российской Федерации I созыва по Центральному округу № 72 Волгоградская область с результатом 53513 голосов, что составило 23,46 %. Выдвинут блоком «Явлинский — Болдырев — Лукин». 13 января 1994 года зарегистрировался во фракции «Яблоко». Вошел в состав комитета по информационной политике и связи.
На заседании фракции 15 января 1994 года избран заместителем председателя фракции.
В начале 1994 года избран председателем парламентской группы СДПР (в которую, помимо Лукашева, вошел также Анатолий Голов); в этом качестве входил по должности в состав правления СДПР в 1994 и 1995 году.
Весной-летом 1995 года неоднократно декларировал намерение принять участие в кампании по выборам мэра Волгограда, но никаких практических шагов в этом направлении не предпринял.
В апреле-мае 1995 года неоднократно заявлял, что намерен отказаться от участия в партийном «Яблочном» списке на будущих выборах в Государственную Думу по принципиальным основаниям в связи с разногласиями во фракции по поводу принципов формирования данного списка, а также, что намерен вновь баллотироваться в состав Госдумы по прежнему одномандатному избирательному округу.
Тем не менее, на II съезде объединения «Яблоко» 1-2 сентября 1995 года был выдвинут кандидатом по списку, N1 в региональном списке по Волгоградской области и по Центральному избирательному округу N71. 17 декабря 1995 г. был избран депутатом Государственной Думы второго созыва по списку объединения «Яблоко», 17 января 1996 года зарегистрировался во фракции «Яблоко». Вошел в комитет по информационной политике и связи, избран председателем подкомитета по контролю за реализацией законодательства в области средств массовой информации. С 20 марта 1996 года — член комитета по экологии.
С 16 января 1996 года по 11 августа 1999 года — член фракции общественного объединения «ЯБЛОКО». С 12 августа 1999 года не состоит в депутатских объединениях.
16 января 1996 года избран в Счетную комиссию Государственной думы.
29-31 июля 1996 года принял участие в региональном семинаре Московской школы политических исследований по теме «Федерализм и региональная политика».
24 апреля 1998 года сообщил, что не менее половины членов фракции КПРФ поддержали кандидатуру Кириенко на пост премьер-министра.
22 июля 1999 года заявил о выходе из фракции «Яблоко», фактически вышел 12 августа.
3 октября 1999 года принял участие в выборах мэра Волгограда, занял 5 место из 6, получив 3388 голосов (0,84 %).
В ноябре 1999 года был зарегистрирован кандидатом в Госдуму третьего созыва по Центральному избирательному округу № 72 Волгоградской области как независимый кандидат. Избран не был.
В 2003 выступил, вместе с Эриком Лобахом (председатель молодёжного «Яблока» в середине 90-х) и Леонидом Гуревичем (председатель Социал-Либерального объединения — одной из организаций-коллективных членов Московской региональной партии «Яблоко» в 1996—1997 гг.) соавтором коллективного открытого письма, опубликованного на страницах «Российской газеты», в котором высказали негативную оценку вышедшей летом 2003 года книге об истории партии «Яблоко». По мнению Алексея Макаркина, такая публикация имела признаки чёрного PR.